# 加伦德
加伦德，是西班牙卡斯蒂利亚-莱昂萨莫拉省的一个市镇。 总面积90平方公里，总人口1308人（2001年），人口密度15人/平方公里。